# Arbeitsgemeinschaft für mitteldeutsche Familienforschung
Die Arbeitsgemeinschaft für mitteldeutsche Familienforschung e. V. (AMF) ist ein gemeinnütziger Verein zum Austausch von Erfahrungen bei der genealogischen Forschung in den Neuen Bundesländern  und zur gemeinsamen Erarbeitung und Darstellung der dabei gewonnenen Ergebnisse. Er zählt etwa 650 Mitglieder. Vereinssitz ist Leipzig.

## Vereinszweck
Hauptziel des 1962 gegründeten Vereins sind die Erforschung und Dokumentation von Familiengeschichten und Adelsgeschlechtern, die aus dem geschichtlich mitteldeutschen Raum stammen. Von den Vereinsmitgliedern wird dabei der gesamte frühere Obersächsische Kreis sowie die Ober- und Niederlausitz bearbeitet.
Dieses Gebiet wird heute in etwa von den Bundesländern Mecklenburg-Vorpommern, Brandenburg mit Berlin, Sachsen-Anhalt, Thüringen und Sachsen abgedeckt.

Um die Arbeit in diesem großen Forschungsgebiet erfolgreicher und durchschaubarer zu machen, haben sich in der AMF eine Reihe regionaler und themengebundener Arbeitskreise gebildet, beispielsweise für das Altenburger Land, das Eichsfeld, das Erzgebirge, den Harz und Saale-Orla.

## Publikationen
Die vierteljährlich erscheinende Zeitschrift für mitteldeutsche Familiengeschichte bietet Beiträge zur Familienforschung, Gelegenheitsfunde und Schrifttumsmitteilungen. 
Die unregelmäßig erscheinende AMF-Schriftenreihe bietet inzwischen fast 250 Hefte unterschiedlicher Themen an, von Vorträgen zu Jahrestagungen bis zu größeren Beiträgen über Forschungsergebnisse. 
Die dem Verein verbundene Stiftung Stoye hat in über 75 Bänden vor allem genealogisch wertvolle Editionen von Bürger- und Häuserbüchern im Druck veröffentlicht.

In der Buchreihe Mitteldeutsche Ortsfamilienbücher sind ebenfalls über 110 Bände erschienen.

## Archiv
Das umfangreiche Archiv des Vereins ist im Staatsarchiv Leipzig als Depositum untergebracht und wird direkt von der AMF verwaltet.